# Jackline Maranga
Jackline Maranga, född den 17 december 1977 i Nyanturago, är en kenyansk före detta friidrottare som tävlade i medeldistanslöpning.
Maranga var framgångsrik som junior med tre silvermedaljer vid tre olika junior-VM. Som senior blev hon den första kvinnliga kenyan att vinna ett guld vid Samväldesspelen, när hon 1998 vann guldet på 1 500 meter. Vid samma mästerskap vann även Esther Wanjiru guld på 10 000 meter. Samma år vann hon även guld vid afrikanska mästerskapen i friidrott på 1 500 meter.
Hon var i final vid VM 1999 där hon slutade på elfte plats. Under 2002 blev hon fyra vid Samväldesspelen i Manchester. Samma år försvarade hon även sitt guld vid afrikanska mästerskapen på 1 500 meter. 
Hennes sista mästerskap var VM 2003 i Paris där hon slutade på femte plats och hon avslutade sin karriär med att bli tvåa vid IAAF World Athletics Final 2003 i Monaco.

## Personligt rekord
- 1 500 meter - 3.57,41